# Atanasio di Alessandria
Atanasio (in greco antico: Ἀθανάσιος?, Athanásios, in latino Athanasius; Alessandria d'Egitto, tra il 293 e il 295 – Alessandria d'Egitto, 2 maggio 373) è stato un vescovo e teologo greco antico, ottavo Patriarca della Chiesa Ortodossa d'Alessandria (massima carica del Patriarcato di Alessandria d'Egitto) dal 328 con varie interruzioni fino al 373.
È uno dei quattro Padri della Chiesa d'Oriente che portano il titolo di "Grande" insieme ad Antonio Abate, Basilio e Fozio di Costantinopoli (quest'ultimo non riconosciuto dalla Chiesa Cattolica). Le chiese copta, cattolica e ortodossa lo venerano come santo. La Chiesa cattolica lo annovera tra i 37 dottori della Chiesa. È ricordato inoltre nel calendario anglicano e luterano dei santi. La sua festa è celebrata concordemente da tutte le Chiese il 2 maggio (data della morte), con esclusione della chiesa Greco-ortodossa che lo ricorda il 18 gennaio (giorno della nascita). In alcune località è noto come "Atanasio liberatore" o anche "San Liberatore".

## Biografia
Atanasio fu per tutta la vita testimone e strenuo difensore dei principi contenuti nel Credo Niceno, e per questa sua fermezza dovette subire cinque condanne all'esilio negli anni che vanno dalla sua nomina a vescovo (328), alla sua morte. Profondo conoscitore della natura umana, poté però sempre contare sull'affetto e la fedeltà del suo clero e del suo popolo, che non avrebbe esitato a prendere anche le armi in sua difesa.
La sua vita fu legata al grande sforzo che la Chiesa dovette sostenere per dirimere l'accesa controversia sulla Trinità, alla cui difesa Atanasio si dedicò con tutte le sue energie.

### Da monaco a vescovo
Atanasio nacque ad Alessandria d'Egitto tra il 293 e il 295, pochi anni prima dell'ultima grande persecuzione contro i cristiani scatenata dall'imperatore Diocleziano (303-305). Figlio di genitori cristiani, gli fu impartita un'educazione classica. Studiò grammatica, retorica e filosofia (dialettica). Le sue opere mostrano una buona conoscenza di Omero, Platone, Aristotele e del neoplatonismo. Il suo maestro alla Scuola catechetica di Alessandria fu Pietro, rettore dell'istituto e successivamente Patriarca (300-311). Dopo l'ottima formazione teologica Atanasio decise di abbracciare la vita monastica. Si trasferì nel deserto, dove ebbe modo di conoscere Antonio Abate, che gli fu maestro di vita. Atanasio scrisse anni dopo una sua biografia, che è ancora oggi fondamentale per gli studi sul grande monaco.
Tornato ad Alessandria, rivestì da subito ruoli di responsabilità nella Chiesa locale. Nel 318 era già segretario del Patriarca Alessandro (313-328). Probabilmente collaborò alla redazione del decreto del 321 in cui Alessandro condannò l'arianesimo. La Chiesa di Alessandria era attraversata in quel periodo da divisioni causate da diverse interpretazioni del dogma della Trinità. Secondo la tradizione le tre persone costituivano un'unica ipostasi. Invece Ario, all'epoca presbitero, predicava ad Alessandria la creazione e non la generazione del Figlio ad opera del Padre. Ario negava che il Figlio potesse essere eterno: solo il Dio sommo, il Padre è eterno ed ingenerato (ossia non da altri), mentre il Figlio è generato e quindi ha avuto un inizio, è divenuto (gennáo=gíinomai). In altre parole, pur non negandone la divinità, metteva la persona del Figlio in subordinazione a quella del Padre. Infine Melezio, vescovo di Licopoli nel Basso Egitto aveva fondato una sua Chiesa, chiamata "Chiesa dei martiri", che si poneva in contrasto alla Chiesa patriarcale.
Ancora diacono, Atanasio accompagnò il vescovo Alessandro al primo Concilio di Nicea del 325, voluto dall'imperatore Costantino per discutere della questione sollevata dalla predicazione di Ario. Il concilio elaborò un "simbolo", cioè una definizione dogmatica relativa alla fede in Dio, nel quale compare, attribuito al Cristo, il termine ὁμοούσιος homooùsios (tradotto in latino con consubstantialis Patri e quindi in italiano «consustanziale al Padre», ma letteralmente "della stessa essenza"), che costituisce, tuttora, la base dogmatica del Cristianesimo storico.

### Inizio del ministero episcopale e 1° esilio (328-337)
Il 26 febbraio 328 morì Alessandro. La scelta del nuovo Patriarca cadde su Atanasio, che fu ordinato vescovo l'8 luglio. Aveva poco più di trent'anni. I fedeli apprezzavano in lui "un uomo probo e virtuoso, un asceta, un vero vescovo". Dopo la sua elezione, iniziò un'importante opera pastorale, studiando le esigenze di monaci, clero e laici per la migliore convivenza e armonizzazione dei loro ruoli nel contesto ecclesiastico. Sviluppò anche una forte azione antisettaria, con l'obiettivo principale di diffondere la dottrina nicena, ovvero della consustanzialità del Padre e del Figlio. Ma la fazione dei meleziani, che pur si era sottomessa ad Alessandro, ricusò di riceverlo e si unì con gli ariani per avversarlo. Colsero l'occasione per denunciarlo di fronte all'imperatore accusandolo di violenze e persecuzioni nei loro confronti. Nel 331 Atanasio si difese abilmente, riuscendo anche ad ottenere la benevolenza dell'imperatore.
Nel 333 Costantino riabilitò Ario. Rivoltosi ad Atanasio, l'imperatore gli propose di riaccoglierlo nella sua diocesi, ma Atanasio oppose un deciso rifiuto. Subito ariani e meleziani si mossero con rinnovata determinazione. Eusebio di Nicomedia, un influente vescovo ariano, convinse l'imperatore ad indire un sinodo a Cesarea marittima, ma Atanasio si rifiutò di presentarsi contestando la legittimità di quella sede a giudicare il Primate d'Africa, essendo composta prevalentemente di vescovi orientali. Atanasio sapeva infatti che si trattava di una congiura premeditata nei suoi confronti. Pur forte della sua innocenza, era consapevole che sarebbe stato giudicato dagli stessi che avevano mosso le accuse contro di lui. Costantino convocò per l'anno 335 un nuovo sinodo a Tiro, sede metropolitana della Fenicia, pertanto non suscettibile di faziosità. Al Concilio di Tiro Atanasio si presentò con ben 40 vescovi al seguito, convinto che con gli episcopi del suo Patriarcato avrebbero riequilibrato la quota, inevitabile, di vescovi ariani. Ma i rapporti di forza furono comunque a lui sfavorevoli: i vescovi ariani giunsero in 60.
Sin dall'inizio del dibattito la sua condanna apparve sicura. Gli vennero mosse diverse accuse, come l'uccisione del vescovo di Ipseli, il meleziano Arsenio, la rottura del calice Ischyros (un calice sacro), ed altro ancora. Atanasio stupì l'assemblea allorché fece entrare Arsenio, mostrando a tutti il vescovo dato per morto. Nonostante le accuse fossero regolarmente confutate, il sinodo volle nominare una commissione episcopale d'inchiesta. Furono nominati membri della commissione Teognide di Nicea, Valente di Mursa e Ursacio di Singiduno. Prima che i vescovi si pronunciassero, Atanasio riuscì ad incontrare personalmente Costantino, ottenendone una richiesta imperiale indirizzata ai vescovi del sinodo affinché giustificassero la loro posizione intransigente. I tre vescovi non trovarono una sicura prova né a favore né a sfavore dell'accusato.
Costantino dunque convocò un nuovo sinodo (il terzo) per l'anno seguente, il 336. Questa volta l'assemblea si tenne a Costantinopoli presso il palazzo reale. Sei soli vescovi ariani si presentarono: Eusebio di Nicomedia, Eusebio di Cesarea, Teognide di Nicea, Valente di Mursa, Ursacio di Singiduno e Patrofilo di Scitopoli. Il sinodo, alla presenza degli inviati del Patriarcato di Alessandria, accusò Atanasio di aver fermato le navi di grano dirette a Costantinopoli e di averne requisito il contenuto. I sei padri conciliari pronunciarono una condanna di deposizione e di esilio, che venne comunicata a Costantino. L'imperatore si convinse che la pace in Egitto poteva essere assicurata solo con l'allontanamento del vescovo Atanasio. Quindi lo degradò e lo mandò in esilio a Treviri, nella Gallia Belgica, senza tuttavia deporlo. Gli ariani ottennero quindi una vittoria a metà. Atanasio fu allontanato ma non fu sostituito da un vescovo ariano sulla cattedra di Alessandria. La sede rimase vacante. Giunto a Treviri, Atanasio trascorse il suo esilio ospite del vescovo locale Massimino. Durante questo periodo completò il doppio trattato Contro i Gentili – sull'Incarnazione, nel quale esponeva le sue ragioni sull'identità di Cristo come vero Dio e vero uomo.
Con la morte di Costantino I nel 337, l'Impero fu diviso tra i suoi tre figli, e la Gallia fu assegnata a Costantino II. Approfittando dell'amnistia generale concessa per l'insediamento sul trono, e del fatto che il nuovo sovrano era più favorevole alla posizione ortodossa, Atanasio chiese di essere reintegrato nella sua sede di Alessandria, che però rientrava nella giurisdizione di Costanzo II, che invece aveva simpatie ariane. Costantino scrisse al fratello, affermando che il reinsediamento di Atanasio sul trono vescovile di Alessandria era stato un desiderio del padre, che la morte gli aveva impedito di soddisfare. Costanzo II acconsentì malvolentieri al rientro di Atanasio nella sua città, dove fu accolto trionfalmente.

### Ritorno ad Alessandria e nuovo esilio (337-346)
La morte di Costantino II, nel 340, espose di nuovo Atanasio alla persecuzione dei suoi avversari, che l'anno successivo si riunirono ad Antiochia (Concilio di Antiochia, 341). In occasione della consacrazione della Domus Aurea, iniziata da Costantino il Grande e terminata da Costanzo, trenta vescovi ariani (sui novanta presenti, originari delle province africane ed orientali dell'Impero) si riunirono formalmente e decisero che un vescovo dichiarato decaduto da un sinodo non potesse essere reintegrato se non per decisione di un altro sinodo. Il decreto di Costantino era pertanto nullo e Atanasio non aveva il diritto di sedere sulla cattedra di San Marco. Subito insediarono al suo posto l'ariano Gregorio di Cappadocia. Costanzo II intervenne ordinando che il nuovo vescovo e le deliberazioni del sinodo fossero sostenute con la forza.
Atanasio fu costretto con la violenza ad abbandonare la città. Si rifugiò a Roma presso papa Giulio I. Fu raggiunto nell'Urbe da altri vescovi alessandrini che erano rimasti al suo fianco, tra cui Marcello di Ancira. Risalgono a quell'epoca i suoi buoni rapporti con papa Giulio I e la Chiesa di Roma. Così la Chiesa d'Occidente, che era fermamente dalla parte di Atanasio, fu coinvolta nella disputa dell'arianesimo. La Chiesa d'Oriente, abituata all'attività speculativa e culturalmente vivace, presentava molte posizioni diverse, che andavano dall'arianesimo puro alle infinite sfumature del semi-arianesimo. La Chiesa di Roma era invece ferma sui principi del concilio di Nicea. Nel 341 il pontefice convocò a Roma un sinodo. I 50 vescovi presenti riconobbero l'innocenza di Atanasio, che peraltro non poté ottenere il suo ritorno ad Alessandria. Durante questo periodo Atanasio fu ricevuto dall'imperatore Costante I, che dopo la morte del fratello Costantino II regnava in tutto l'Occidente, due volte: nell'autunno 342 a Milano e nell'estate del 343 a Treviri (Costante era sulla via del ritorno dalla Britannia). Da lì si recò a Sardica (l'odierna Sofia), dove l'imperatore aveva convocato un Concilio che si tenne nel 343. Vi parteciparono 94 vescovi occidentali e 66 orientali. Presente Atanasio e presieduto da Osio di Cordova, il protagonista del Concilio di Nicea. I lavori si conclusero favorevolmente: si confermò il Credo Niceno, contro Ario, e fu sostenuta la correttezza della posizione di Atanasio.
Nel 345 l'imperatore incontrò Atanasio altre due volte: la prima il 7 aprile ad Aquileia e la seconda il 21 ottobre a Treviri. Fu in quest'occasione che Costante comunicò ad Atanasio che il suo esilio era terminato e che poteva ritornare nella sua sede. Atanasio poté rientrare nuovamente ad Alessandria il 22 ottobre 346, dopo un viaggio trionfale che lo portò anche ad essere ricevuto da Costanzo II e ad incontrare alcuni dei suoi acerrimi rivali. I fedeli lo accolsero con entusiasmo. Anche numerosi monaci del deserto vennero a salutarlo. Gli ecclesiastici che gli erano rimasti fedeli furono reintegrati nei propri ruoli e funzioni, ed ogni eventuale sanzione precedentemente adottata nei loro confronti fu annullata. Dal 345 al 355 Atanasio trascorse dieci anni di pace relativa, durante i quali riuscì non solo a comporre opere dogmatiche o apologetiche, ma fece proseguire la sua azione di vigile controllo sulle eresie ariana e meleziana. La sua opera ebbe successo: alla metà del secolo egli era in comunione con oltre 400 vescovi, ed era seguito dalla massa dei fedeli. In questo periodo egli consacrò vescovo di Etiopia San Frumenzio, oggi venerato come fondatore della Chiesa ortodossa etiope.

### La persecuzione di Costanzo II

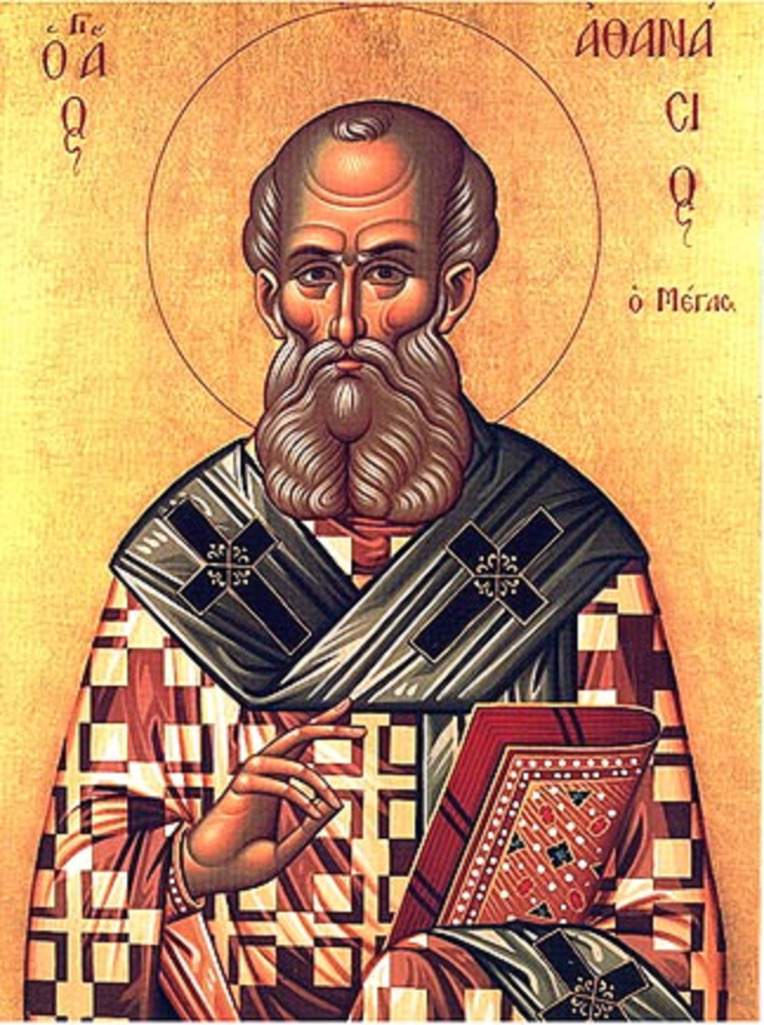
Icona raffigurante Sant'Atanasio Vescovo d'Alessandria

Nel 350 Costante fu assassinato da Magnenzio; Costanzo II rimase l'unico padrone dell'Impero. Atanasio perse il suo principale protettore, e nel 352 anche il papa Giulio I. Peraltro, la lotta tra Costanzo e Magnenzio per diventare unico Augusto dell'impero assicurò un periodo di relativa stabilità alla Chiesa. Nonostante ciò, i vari concilii indetti dal nuovo imperatore tra il 351 e il 359 tenutisi a Sirmio (abituale residenza di Costanzo), non sanarono le divisioni interne sul tema cristologico. Si andava dal termine più dissimile, quello degli ariani che definivano Cristo ἀνόμοιος (anòmoios = dissimile dal Padre), chiamati anomei, al termine più vicino a quello di Atanasio, ὁμοιούσιος (homoioùsios = simile nella sostanza al Padre), sostenuto dagli "omeousiani", passando per il concetto intermedio degli "omei", che si accontentavano di definire il Figlio ὅμοιος (hòmoios = simile al Padre).
Eliminato l'usurpatore Magnenzio, Costanzo tornò a tramare contro Atanasio; prese come pretesto il fatto che la sentenza emessa dal concilio di Tiro non era mai stata revocata, e pertanto qualunque atto del vescovo poteva essere considerato illegittimo. Il sostegno che Atanasio aveva ricevuto dalla Chiesa di Roma, sede del Patriarcato d'Occidente, convinse però Costanzo a rinviare qualsiasi azione finché non avesse ottenuto anche l'appoggio dei vescovi occidentali. Gli occorsero due anni di trattative prima che la posizione del Patriarca di Alessandria venisse nuovamente discussa nel sinodo di Arles del 353 e poi nel concilio di Milano del 355. L'imperatore si convinse che la condanna di Atanasio rimaneva l'unico modo per riportare la pace nella Chiesa. Il sinodo di Arles si concluse solo dopo che anche i vescovi occidentali ebbero sottoscritto un documento di condanna e deposizione di Atanasio. I suoi più fermi sostenitori, che avevano prima addotto varie argomentazioni in sua difesa e poi si erano rifiutati di firmare il documento, vennero allontanati dalle proprie sedi ed esiliati con provvedimenti dell'imperatore, che sostenne di eseguire i decreti della Chiesa. Ai vescovi assenti fu recapitato un modulo di consenso alle decisioni del concilio.
In precedenza, il 22 maggio del 353 un emissario imperiale aveva informato il patriarca che l'imperatore era disposto a concedergli un'udienza personale; Atanasio, che non l'aveva mai richiesta, fiutò la trappola, e non si mosse dalla sua sede. Anzi, convocò un sinodo di vescovi copti che, alla fine di maggio, fece pervenire a papa Liberio una lettera in suo favore, sottoscritta da settantacinque (od ottanta) episcopi. Contrariato, Costanzo accusò pubblicamente il papa di non volere la pace e di non tener conto della lettera di accuse dei vescovi orientali. Liberio rispose (Obsecro, tranqullissime imperator) dichiarando di aver letto pubblicamente la missiva dei vescovi orientali di fronte ad un sinodo riunitosi a Roma (probabilmente un sinodo di anniversario, il 17 maggio 353), ma di non averne potuto tener conto in quanto quella arrivata dall'Egitto era sottoscritta da un numero superiore di vescovi, ed egli stesso non poteva essere in comunione con gli orientali, poiché alcuni di loro rifiutavano di condannare Ario, ed appoggiavano il vescovo rivale Gregorio di Cappadocia, che accettava i presbiteri ariani che papa Alessandro aveva scomunicato molto tempo prima. Infine suggeriva la convocazione di un nuovo concilio ecumenico, attraverso il quale la fede esposta mediante il Credo Niceno potesse essere rafforzata.
Nella primavera del 355 si tenne dunque un concilio a Milano, dove l'imperatore risiedeva a quel tempo, ma il disaccordo tra i padri conciliari in merito all'accettazione delle delibere nicene sfociò in violenze e nell'intervento diretto dell'imperatore, che ordinò l'unanime condanna di Atanasio e nuovamente l'esilio per i vescovi dissenzienti. Tra i destinatari dei provvedimenti di esilio vi furono: papa Liberio, che fu mandato a Berea di Tracia (attuale Veria in Grecia) e sostituito dall'antipapa Felice II, e Osio di Cordova, esiliato in Pannonia; la loro fermezza fu però piegata dai rigori della condanna, ed in seguito entrambi capitolarono ed accettarono i termini stabiliti dal concilio. Questo breve e travagliato periodo fece pronunciare a San Girolamo la famosa frase: «L'universo gemette nello sbalordimento di vedersi diventato ariano!».
Ottenuto finalmente l'appoggio forzato anche della Chiesa latina, Costanzo condannò Atanasio alla decadenza di ogni dignità sacerdotale e vescovile, in base a quanto disposto dal concilio di Tiro, e gli ingiunse di abbandonare la sede episcopale. Sebbene la condanna fosse ormai diventata esecutiva, esisteva il timore che essa potesse suscitare l’insorgere di disordini da parte del popolo, deciso magari a difendere anche con le armi il suo vescovo. Ciò indusse Costanzo a trasmettere il decreto di condanna solo verbalmente per mezzo di due suoi ministri, anziché per iscritto com'era consuetudine. Nell'estate del 355 un funzionario della Cancelleria di Stato giunse ad Alessandria per annunciare la decadenza di Atanasio dalla sua carica, ma il popolo si oppose fermamente al suo allontanamento. Il funzionario attese inutilmente che la situazione si calmasse e, dopo quattro mesi, ritornò nella capitale. Da parte sua, il comandante dell'amministrazione militare egiziana comunicò all'imperatore che avrebbe obbedito solo all'ordine di espulsione scritto. Il 9 febbraio 356, mentre era in corso una celebrazione notturna officiata da Atanasio, l'esercito invase la chiesa di Theonas. Scoppiò una rivolta con spargimento di sangue. Atanasio sfuggì all'arresto e si rifugiò in uno dei conventi del deserto egiziano. In quello stesso anno perse il suo grande maestro e amico Antonio abate. Il 24 febbraio 357 si insediò sulla cattedra di San Marco Giorgio, un Cappadoce che la fazione ariana aveva designato come successore di Atanasio. Atanasio, nel suo luogo di rifugio nel deserto, fu protetto per otto anni dai monaci, i quali lo sottrassero con cura a tutte le ricerche. Sotto la protezione di anacoreti in monasteri sperduti nel deserto o di fidati amici in piccoli centri, Atanasio continuò a governare la sua chiesa e non cessò di far circolare scritti teologici e dottrinari. Scrisse i Discorsi contro gli Ariani e le quattro Lettere a Serapione che formarono la sua gloria come dottore della SS. Trinità.

### Gli ultimi anni
Costantino scelse di essere battezzato da un sacerdote ariano. I suoi tre figli, che ereditarono l'Impero alla sua morte (337) si contesero il potere supremo. Ne rimase uno solo, Costanzo II, che era filo ariano. La sua vittoria segnò il trionfo dell'arianesimo. Negli anni 339-379 l'eresia si diffuse in tutto l'Oriente.

Alla morte di Costanzo II (361) seguirono i brevi regni di Giuliano l'Apostata (361-363) e di Gioviano (363-64). Poi l'Impero di nuovo si divise: l'Occidente al cattolico Valentiniano I (364-375) e l'Oriente all'ariano Valente (364-78).
Il 3 novembre 361 Costanzo morì. Con l'avvento al potere dell'imperatore Giuliano iniziò la fase finale della contesa sull'arianesimo (361-381). Tutti i vescovi di fede non ariana poterono rientrare dall'esilio. Atanasio giunse ad Alessandria il 21 febbraio 362, e poté subito rioccupare la carica episcopale, che era vacante da dicembre. Infatti Giorgio, il vescovo rivale, era stato imprigionato il 30 novembre 361 durante una rivolta e assassinato il 24 dicembre. Ripreso possesso della sede vescovile, Atanasio convocò ad Alessandria, nel 362, un concilio d'Oriente che pose fine a tutte le dispute dogmatiche, semplicemente riaffermando i decreti del concilio di Nicea e rifuggendo da qualsiasi discussione sui termini. Il Patriarca chiese ai fedeli il solo riconoscimento complessivo del Credo di Nicea, lasciando a ciascuno la libertà di un'interpretazione specifica, a condizione che fosse escluso l'arianesimo.
Inaspettatamente, il 24 ottobre 362 Giuliano espulse Atanasio con una decisione d'autorità. Atanasio fu accolto dai suoi seguaci a Tebe.
Il 26 giugno 363 Giuliano morì in battaglia. Dopo aver appreso la notizia, Atanasio si recò dal suo successore Gioviano, che lo ricevette con molti onori ad Antiochia e lo reinsediò sulla cattedra di San Marco. Atanasio giunse ad Alessandria il 20 febbraio 364.
L'ultima volta che Atanasio fu allontanato dalla sua carica avvenne per opera del successore di Gioviano, l'Augusto d'Oriente Valente, che nella primavera del 365 fece una scelta di campo a favore della definizione òmoios ("il Figlio è simile al Padre"), per cui espulse tutti i vescovi riabilitati da Gioviano. 
Prima che il prefetto dell'Egitto emettesse un provvedimento scritto nei suoi confronti, Atanasio si rifugiò in un luogo posto fuori delle mura di Alessandria. Ma il provvedimento non arrivò, anzi l'anno successivo l'imperatore reintegrò Atanasio nella sua carica (1º febbraio 366). Negli ultimi sette anni della sua vita Atanasio non fu più perseguito dall'autorità imperiale.
Morì nella sua città il 2 maggio del 373.
Inizialmente sepolto ad Alessandria d'Egitto, la sua salma comparve nel Medioevo a Venezia. Solo nel maggio del 1973 il Patriarca copto di Alessandria, Shenouda III, ottenne da papa Paolo VI la traslazione della salma presso la cattedrale copta di San Marco, ad Alessandria, dove riposa tuttora.
| Periodi che Atanasio trascorse in esilio | Periodi che Atanasio trascorse in esilio | Periodi che Atanasio trascorse in esilio | Periodi che Atanasio trascorse in esilio | Periodi che Atanasio trascorse in esilio   | Periodi che Atanasio trascorse in esilio |
| N.                                       | Anni                                     | Condannato da                            | Riabilitato da                           | Luogo di dimora                            | Note |
| ---------------------------------------- | ---------------------------------------- | ---------------------------------------- | ---------------------------------------- | ------------------------------------------ | --- |
| 1                                        | 336-337                                  | Costantino I                             | Costantino II                            | Treviri                                    | |
| 2                                        | 340-346                                  | Costanzo II                              | Costante I                               | Roma                                       | Durante il soggiorno romano viaggiò molto e iniziò la chiesa latina alla vita monastica quale si praticava in Egitto. Nel 343 partecipò al Concilio di Sardica. |
| 3                                        | 355-361                                  | Costanzo II                              | Giuliano l'Apostata                      | Nel deserto                                | Scrisse i Discorsi contro gli Ariani e le quattro Lettere a Serapione.                                                                                          |
| 4                                        | 362-364                                  | Giuliano l'Apostata                      | Gioviano                                 | Tebe                                       | |
| 5                                        | 365-366                                  | Valente                                  | Egli stesso                              | [segreto, fuori dalle mura di Alessandria] | |

## Il pensiero teologico
La riflessione teologica di Atanasio è incentrata principalmente sulla cristologia e sul tema della consustanzialità del Padre e del Figlio in difesa della vera fede. Vi sono, tuttavia, almeno due testi in cui Atanasio affronta la questione della processione dello Spirito Santo: Contra Gentes (“Contro i Pagani”), scritto durante l'esilio a Roma (340-346), ed Epistula ad Serapionem, composta dieci anni dopo (circa 357-358).
L'Epistola ad Serapionem (“Lettera a Serapione”) (Serapione di Thmuis fu un religioso egizio, fece parte dell'ambasciata inviata da Atanasio all'imperatore Costanzo II per difendersi dalle accuse degli ariani) è stata scritta come epistola polemica nel periodo della lotta contro gli aderenti all'eresia detta pneumatomachia (in greco antico πνευματομαχία ), che Atanasio chiamò "tropici" (in greco antico τροπικοί), la cui interpretazione delle parole della Sacra Scrittura li portò alla conclusione che lo Spirito Santo non è un essere divino, ma un essere "creato". Atanasio, parlando della relazione tra le tre persone divine all'interno della Trinità, afferma che lo Spirito ha con il Figlio lo stesso rapporto di natura e di ordine che il Figlio ha con Dio Padre, confermando così la divinità dello Spirito Santo.
In Contra Gentes ("Contro i Pagani") Atanasio si sforza di superare alcune delle tendenze subordinazioniste presenti nella teologia trinitaria individuabili nel pensiero di Origene (185-254 d.C.); allo stesso tempo ammette l'esistenza di un certo ordine nella relazione tra le tre persone della Trinità:
Atanasio è erroneamente ritenuto l'estensore del cosiddetto Simbolo atanasiano.

## Opere
Profondamente legato all'Egitto, Atanasio scrisse in lingua copta. Fu autore di molte opere di argomento cristologico. La sua grande sapienza teologica, più che dagli studi, gli venne dall'incontro con i suoi maestri cristiani che testimoniarono il martirio durante le persecuzioni di Diocleziano; e soprattutto dall'incontro con il grande sant'Antonio abate.

Autore della già celebre Vita di Antonio, gli antichi storici della Chiesa hanno voluto attribuire ad Atanasio di Alessandria anche la Vita di Sincletica: come quella infatti narra i detti e fatti del patriarca del monachesimo cristiano, così questa descrive “la vita e i modi della beata maestra Sincletica”, come rende chiaramente esplicito il titolo greco dell'opera. La tradizione manoscritta tuttavia non è concorde nell'ascrivere la paternità dell'opera ad Atanasio, variando nell'attribuzione ad altri più o meno sconosciuti autori, quali un certo Policarpo asceta o un Arsenios Pegados, la cui identificazione al pari del primo, rimane incerta e dubbia.
- Contro i Pagani
- Il verbo incarnato
- Deposizione di Ario
- Luca 10:22
- Lettera circolare
- Apologia contro gli ariani
- De Decretis
- De Sententia Dionysii
- Vita S. Antonii
- Ad Episcopus Aegypti et Libyae
- Apologia ad Constantium
- Apologia de Fuga sua
- Historia Arianorum
- Quattro discorsi contro gli ariani
- De Synodis
- Tomus ad Antiochenos
- Ad Afros Epistola Synodica
- Historia Acephala
- Lettere[28]

Edizione critica dei testi in greco e siriaco
- Athanasius Werke, edito da: Patristischen Arbeitsstelle Bochum; Der Nordrhein-Westfälischen Akademie der Wissenschaften unter der Leitung von Martin Tetze. Berlino, Walter de Gruyter, 1996-2016.
  - Prima sezione: Dogmatischen Schriften
  - I. Epistula ad episcopos Aegypti et Libyae, (1996).
  - II. Orationes I et II contra Arianos, (1998).
  - III. Oratio III contra Arianos, (2000).
  - IV. Epistulae I-IV ad Serapionem, (2010).
  - V. Epistulae dogmaticae minores, (2016).
  - Seconda sezione: Apologien, un volume che contiene:
  - 1. De decretis Nicaenae synodi 1,5 - 40,24, 2. De decretis Nicaenae synodi 40,24 - Apologia de fuga sua 18,3, 3. Apologia de fuga sua (c.19-27) - Apologia secunda (c. 1-43); 4. Apologia secunda 43,5 - Apologia secunda 80,3, 5. Apologia secunda 80,3 - Historia Arianorum 32,2, 6. Historia Arianorum 32,2 - De synodis 13,2, 7. De synodis 13,3 - Apologia ad Constantium 3,4, 8. Apologia ad Constantium / Epistula ad Ioannem et Antiochum / Epistula ad Palladium / Epistula ad Dracontium / Epistula ad Afros / Tomus ad Antiochenos / Epistula ad Jovianum / Epistula Joviani ad Athanasium / Petitiones Arianorum.
  - Terza sezione: Urkunden zur Geschichte des Arianischen Streites 318-328.
  - 1. Brief des Arius an Euseb von Nikomedien und dessen Antwort - Das Schreiben der Synode von Antiochien 325, 2. Kaiser Konstantins Schreiben zur Einberufung der nicänischen Synode - Brief Kaiser Konstantins an Arius und Genossen, 3. Bis zur Ekthesis Makrostichos, 4. Bis zur Synode von Alexandrien.
- Annette von Stockhausen (a cura di), Epistula ad Afros. Einleitung, Kommentar und Übersetzung, Berlino, Walter de Gruyter, 2002.

## Culto

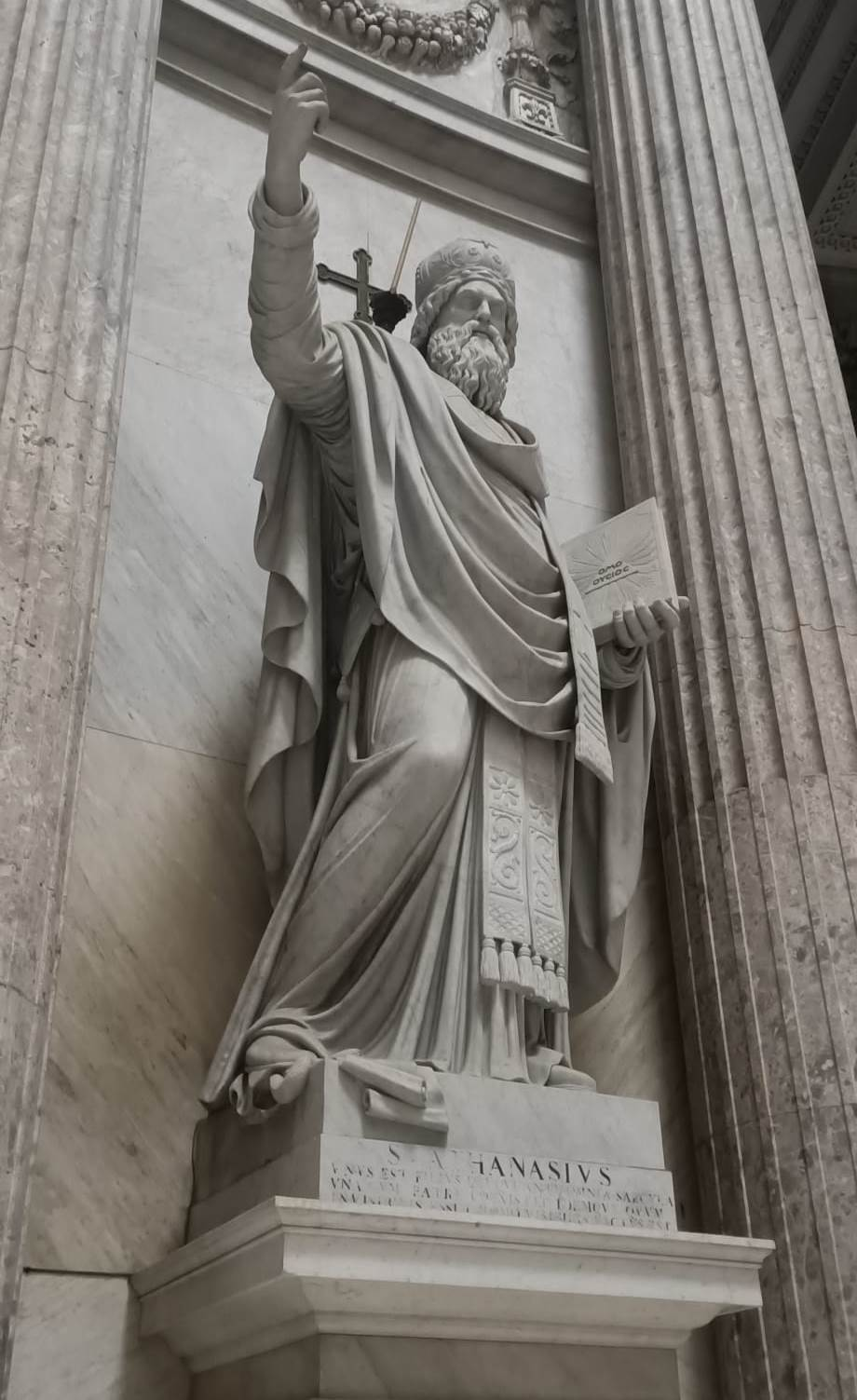
Statua di sant'Atanasio presso la basilica di San Francesco di Paola a Napoli

Atanasio di Alessandria fu uno dei primi vescovi non martiri che ebbero un culto pubblico. 
Le celebrazioni liturgiche in suo onore avvengono in occasione della ricorrenza della morte, il 2 maggio.

Nel 1568 fu proclamato Dottore della Chiesa da papa Pio V, che lo inserì nel Breviario Piano insieme a san Basilio, San Gregorio Nazianzeno e san Giovanni Crisostomo.
Il suo corpo è conservato ad Alessandria d'Egitto, presso la cattedrale copta di San Marco. Alcune reliquie si trovano a Venezia, presso l'antica chiesa di San Zaccaria, dove il corpo rimase sino alla traslazione in Egitto, nel maggio del 1973. Altre reliquie si trovano presso le seguenti chiese italiane: 
- la chiesa madre di Santa Sofia d'Epiro (CS);
- la chiesa di Sant'Atanasio a Roma, in zona Monti Tiburtini, dove nel terzo fine settimana di maggio si gareggia "Il Palio delle Sette Contrade di Sant'Atanasio";
- la chiesa dei Santi Giustina e Cipriano a Scanzano di Sante Marie (AQ);
- il Santuario Diocesano della Madonna del Buon Consiglio a San Giacomo di Cerzeto (CS).

Sant'Atanasio il Grande è il patrono di:
- Bellante (TE)
- Castel di Lama (AP)
- Firmo (CS)
- Monsampietro (AP)
- Pozzonovo (PD)
- Scanzano (AQ)
- Santa Sofia d'Epiro, comunità di origine e lingua albanese, dove le celebrazioni liturgiche si svolgono, come da antica tradizione, con rito bizantino-greco
- San Giacomo di Cerzeto (CS), comunità di origine albanese
- Pietrauta, frazione di Montefalco (PG).

### Traduzioni italiane
- Trattati contro gli Ariani, Roma, Città Nuova, 2003.
- Dialoghi IV e V sulla santa Trinità, Lovanio, Peeters, 2011.
- Lettere a Serapione. Lo Spirito Santo, Roma, Città Nuova, 1986.
- Lettere festali, Milano, Paoline, 2003.
- Lettera agli antiocheni, Bologna, EDB. 2010.
- Vita di Antonio, Roma, Città Nuova, 2015.

### Studi
- Enrico Cattaneo, S.I. (a cura di), Lettere cristologiche, Edizioni Paoline, 2025
- (EN)  David M. Gwynn, Athanasius of Alexandria. Bishop, Theologian, Ascetic, Father, Oxford University Press, Oxford, 2012. 978-0-19-921096-1
- Giovanni Filoramo, La croce e il potere, Roma-Bari, Laterza, 2011
- (FR)  André Piganiol, L'Empire Chrétien (325-395), Presses Universitaires de France, Parigi, 1972, p. 47-49 (II edizione aggiornata da André Chastagnol)
- Edward Gibbon, Decadenza e caduta dell'Impero romano, Avanzini e Torraca Ed., Roma, 1968